# Lewis (Oregon)
Lewis az Amerikai Egyesült Államok északnyugati részén, Oregon állam Wallowa megyéjében elhelyezkedő önkormányzat nélküli település.

## Története
A települést Herbert L. Dunbar nevezte el Frank Lewisről; az 1913. szeptember 11-e és 1935 májusa között működő posta első vezetője Lewis felesége, Alta E. Lewis volt.

## Éghajlat
A település éghajlata óceáni (a Köppen-skála szerint Cfb).

## Fordítás
- Ez a szócikk részben vagy egészben  a   Lewis, Oregon című angol Wikipédia-szócikk ezen változatának fordításán alapul.  Az eredeti cikk szerkesztőit annak laptörténete sorolja fel. Ez a jelzés csupán a megfogalmazás eredetét és a szerzői jogokat jelzi, nem szolgál a cikkben szereplő információk forrásmegjelöléseként.